# ام‌وی لاکنویس
ام‌وی لاکنویس (به انگلیسی: MV Lochnevis) یک کشتی است که طول آن ۴۹٫۲ متر (۱۶۱٫۴ فوت) می‌باشد. این کشتی در سال ۲۰۰۰ ساخته شد.